# پکهت
پَکهت (به انگلیسی: Pakhet)در مصر باستان ، به معنای او که می‌خراشد، ایزدبانوی ماده‌شیر جنگ بود. او یکی از چندین ایزدباونی شیرشکل بود که در فهرست خدایان مصر باستان وظیفه محافظت از جان فرعون را بر دوش داشت.
پکهت به شکل یک ماده‌شیر و فرستاده‌ای از خدای رع برای نابودی نسل بشر به تصویر کشیده می‌شد. او را می‌توان در ارتباط با صورت فلکی گاو هاثور-سخمت-باستت (هر سه از دختران رع) دانست. پکهت خدایی وحشتناک و ترس‌آفرین بود.
مردم مصر از آن رو او را گرامی می‌داشتند که او توانایی نابودی مصر را در صورتی که می‌خواست، داشت. نیایشگاهی برای او در کنار آب در بنی حسن بر پا شده بود. این نیایشگاه اسپئوس آرتمیدوس نام داشت و توسط چند فرمانروای گوناگون ساخته شد.